# Komptonia
Komptonia (Comptonia L'Hér.) – monotypowy rodzaj roślin z rodziny woskownicowatych. W jego skład wchodzi tylko jeden gatunek współczesny – komptonia amerykańska Comptonia peregrina. Rośliny z tego rodzaju poza współczesnym gatunkiem występującym we wschodniej części Ameryki Północnej, znane są z flor kopalnych, głównie z miocenu i eocenu, kiedy w Ameryce Północnej i Europie występowało co najmniej 12 gatunków z tego rodzaju.
Nazwa rodzaju upamiętnia biskupa Londynu Henryego Comptona (1632–1713).

## Systematyka
Pozycja systematyczna
Rodzaj z rodziny woskownicowatych z rzędu bukowców. W obrębie rodziny zajmuje pozycję siostrzaną względem wąsko ujmowanego rodzaju woskownica Myrica (obejmującego tylko woskownicę europejską M. gale i Myrica hartwegii).
Gatunek współczesny
- komptonia amerykańska Comptonia peregrina